# Welcome Air
Welcome Air je letalska družba s sedežem v Innsbrucku, Avstrija. Ustanovljena je bila leta 2000, matično letališče je letališče Innsbruck. Njeno floto sestavljajo tri turbopropelerska letala, dve Dornier 328-110 in eno Dornier 328Jet.

### Destinacije
Redno letijo med naslednjimi letališči: Innsbruck, Gradec (Avstrija), Hannover (Nemčija), Kristiansand, Stavanger (Norveška), Göteborg (Švedska).
Poleti poleg tega opravljajo čarterske lete do Nice (Francija) in krajev Alghero ter Olbia (Italija), pozimi pa do Rotterdama (Nizozemska), Atwerpna (Belgija) in Weezeja (Nemčija). Podružnica podjetja opravlja letalsko reševalno službo na območju Tirolske.